# Andries Welkenhuysen
Andries Welkenhuysen (Zonhoven, 24 mei 1929 - Kessel-Lo, 15 april 2020) was een Belgisch historicus, latinist, mediëvist en hoogleraar aan de Katholieke Universiteit Leuven.

## Biografie
Andries Welkenhuysen studeerde klassieke filologie (1948) en thomistische wijsbegeerte (1949) aan de Katholieke Universiteit Leuven en theologie aan het Grootseminarie van Luik. Nadat hij besloot niet voor het priesterschap te gaan voltooide hij zijn studies klassieke filologie in Leuven (1954). Als student was hij actief bij het Limburgs Hoogstudentenverbond voor Katholieke Actie en Klio, de faculteitskring voor voor studenten klassieke filologie en oude geschiedenis. Welkenhuysen studeerde ook een jaar rechten en werd in 1957 licentiaat in de klassieke oudheidkunde. Met een beurs van de Universitaire Stichting studeerde hij ook aan het Pontificio Istituto di Archeologia Cristiana en aan de Universiteit Sapienza Rome in Italië.
Hij was leraar aan het Sint-Pieterscollege in Leuven en medewerker van de faculteit Letteren van de KU Leuven. In 1964 promoveerde hij tot doctor en werd hij tot voltijds docent benoemd. In maart 1967 verbleef Welkenhuysen met een beurs van de Belgian American Educational Foundation in de Verenigde Staten. Datzelfde jaar werd hij bevorderd tot gewoon hoogleraar. In 1994 ging hij met emeritaat.
Welkenhuysen schreef talloze wetenschappelijke publicaties op academisch vlak, maar was ook auteur van werken over Lodewijk Heyligen en Govaert Wendelen. Hij schreef ook artikels voor het wetenschappelijk tijdschrift Limburg-Het Oude Land van Loon. Hij voorzag tevens Latijnse opschriften en diploma's en maakte in opdracht van het Limburgs provinciebestuur en de Koninklijke Munt Latijnse opschriften voor munten en gedenkpenningen. Hij vertaalde ook gedichten van Guido Gezelle en Jacques Prévert naar het Latijn, evenals het sprookje De Indische waterlelies van koningin Fabiola.
Hij was ook actief in het verenigingsleven en redacteur van verschillende wetenschappelijke tijdschriften en reeksen:
- algemeen secretaris van Vlaamse Leergangen (1977-1982)
- voorzitter van Koninklijke Zuid-Nederlandse Maatschappij voor Taal- en Letterkunde en Geschiedenis (1988-1990)
- voorzitter van het Instituut Middeleeuwse Studies (1988-1995)
- redactielid van Mediaevalia Lovaniensia (1975-1995)
- redactielid van Millennium. Tijdschrift voor middeleeuwse studies (1987-1994)

In opvolging van Willy Peremans was Welkenhuysen van 1972 tot 2007 verantwoordelijk voor de vertaalbibliotheek Gulden Librije, een collectie Nederlandstalige vertalingen van Griekse en Latijnse teksten uit de Oudheid, thans beheerd door Artes Bibliotheken.

## Onderscheidingen
- Helleputte-Schollaertprijs van de Vlaamse Leergangen (1965)
- Laureaat van de Koninklijke Vlaamse Academie voor Wetenschappen, Letteren en Schone Kunsten van België (1967)
- Cultureel ambassadeur van de gemeente Zonhoven en Pieter-Jan Van Paesschenprijs (1994)
- Wendelenprijs van de gemeente Herk-de-Stad